# Onthophagus criniger
Onthophagus criniger là một loài bọ cánh cứng trong họ Bọ hung (Scarabaeidae).